# ヴォイジャー大陸
ヴォイジャー大陸（ヴォイジャーたいりく）は、冥王星のヴァイキング大陸とトンボー地域の北側、パイオニア大陸の西側に位置する地形の名称である。ヴァイキング大陸は2015年7月に無人探査機ニュー・ホライズンズが冥王星をフライバイする際に発見した。この地形は2017年9月7日に、トンボー地域やその他の12の地形とともに正式名称が命名された。この地形の名称はヴォイジャー計画に由来する。